# Philodromus buchari
Philodromus buchari es una especie de araña cangrejo del género Philodromus, familia Philodromidae. Fue descrita científicamente por Kubcová en 2004.

## Distribución
Esta especie se encuentra en Europa.